# Campagne (Maastricht)
Pour les articles homonymes, voir Campagne (homonymie).
Campagne est un quartier la commune de Maastricht, dans la province du Limbourg néerlandais. Le quartier est surnommé goudkust, c'est-à-dire « côte d'or », du fait de la présence de coûteuses maisons privées.

## Géographie
Le quartier est délimité par les quartiers de Biesland à l'est, Wolder à l'ouest. Au nord, Tongerseweg (N278) forme la limite avec le quartier Daalhof. Le côté sud est limité par le quartier Sint-Pieter.

## Histoire

### Période romaine
Au nord de Campagne se trouvait la Via Belgica, la principale voie romaine reliant Gesoriacum (Boulogne-sur-Mer) à Colonia Claudia Ara Agrippinensium (Cologne) via, entre autres, Tongres, Maastricht et Heerlen. En 1972, l'archéologue J.H.F. Bloemers a découvert, sur la Chambertinlaan, deux murs de 13 mètres et de 5 mètres de long constituant peut-être les restes des fondations d'une villa romaine.

### Ancien régime
Les terres actuelles du quartier étaient la propriété des églises et monastères jusqu'en 1794. Ces terrains étaient cultivés par les agriculteurs des villages voisins de Biesland et de Wolder. Sous l'Ancien Régime, les deux villages appartenaient au comté de Vroenhof, régi par les juridictions de Lenculen et Tongersestraat. Après 1200, le comté est passé sous la juridiction du duché de Brabant.

### Période française
Sous la période française, le quartier fut placé dans la municipalité de Vroenhoven.

### Indépendance de la Belgique: maintien du quartier dans les Pays-Bas
À la suite de la répartition des terres dans le cadre de la définition des frontières entre la Belgique et les Pays-Bas en 1839, le quartier fut intégré à la ville néerlandaise de Oud-Vroenhoven.

### XXesiècle
La municipalité d'Oud-Vroenhoven a été rattachée à Maastricht le 1er janvier 1920. Les premières décennies suivant l'annexion le quartier a connu peu d'évolutions. Toutefois, dans les années 1960, il fut décidé d'exploiter la zone entre Biesland et Wolderl.
Le quartier résidentiel de Campagne a été construit sur le versant nord de la vallée du Geer en 1970. Le côté sud Tongerseweg comprend les bâtiments les plus anciens du quartier.

## Population et société

### Urbanisme
Le quartier est principalement composé de maisons privées blanchies à la chaux et, la plupart du temps, entourées de grands jardins donnant sur la montagne Saint-Pierre et la vallée du Geer.
Sur la Pomerollaan se trouvent des villas particulières dont celles situées au numéro 103, conçue en 1971 par l'architecte H. Theunissen ; au numéro 39, une conception récente (1995) de Guy Cleuren et la maison suivante, au numéro 41, de Jos Kramer et Ronald Veldhuijzen et construit en 1994.

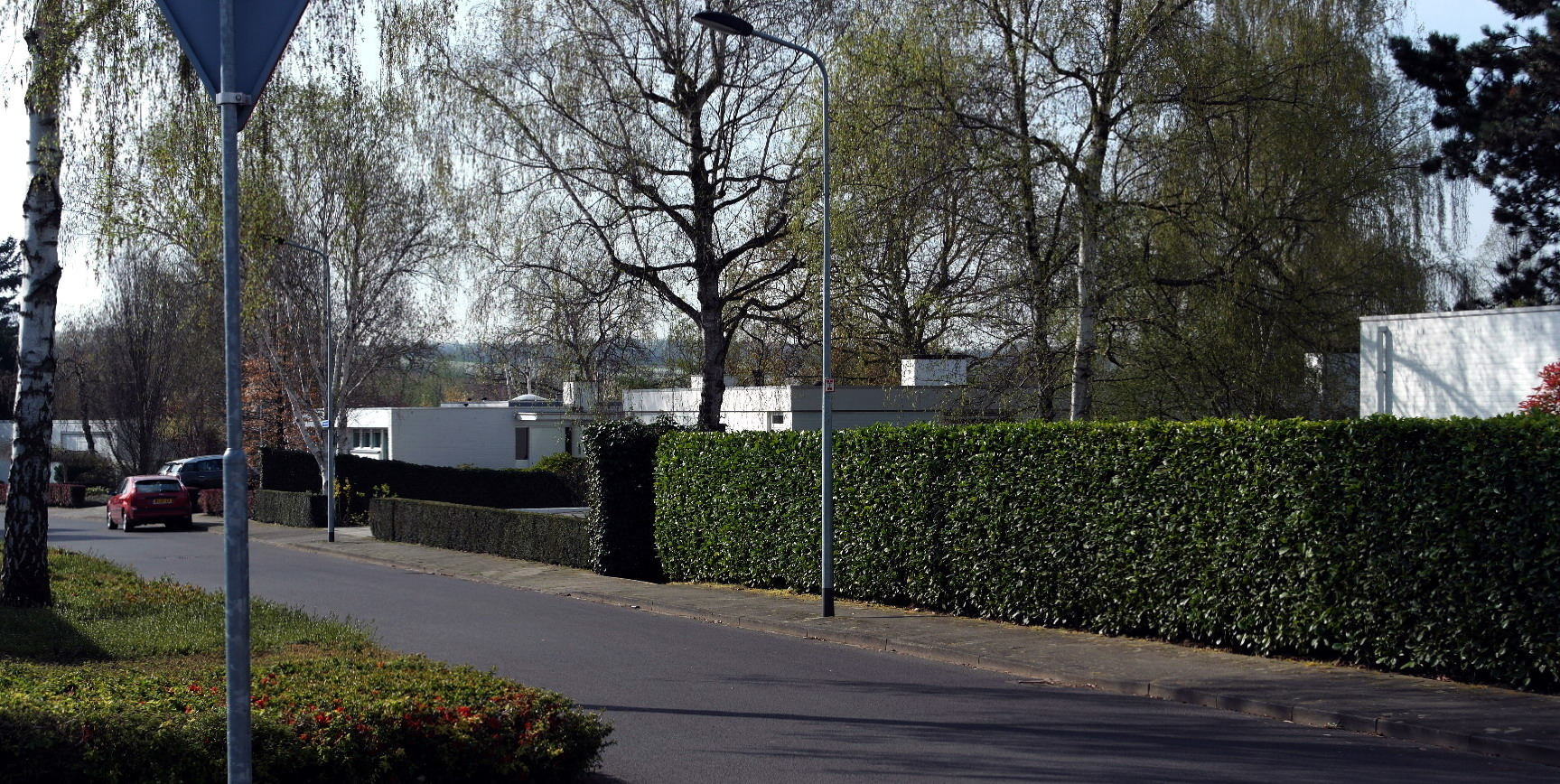
Rue typique de Campagne.
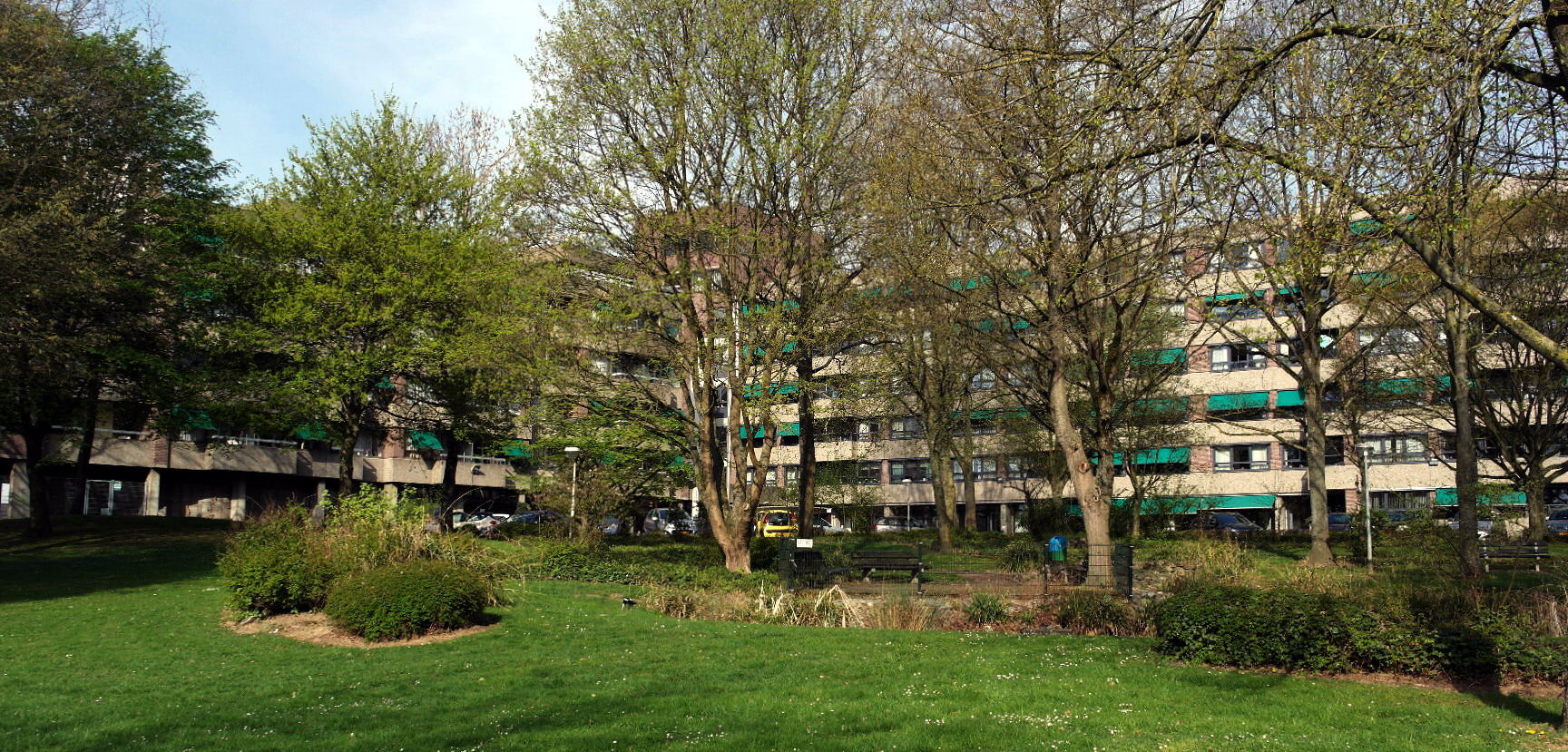
Bâtiment d'habitation sur la Sauterneslaan.
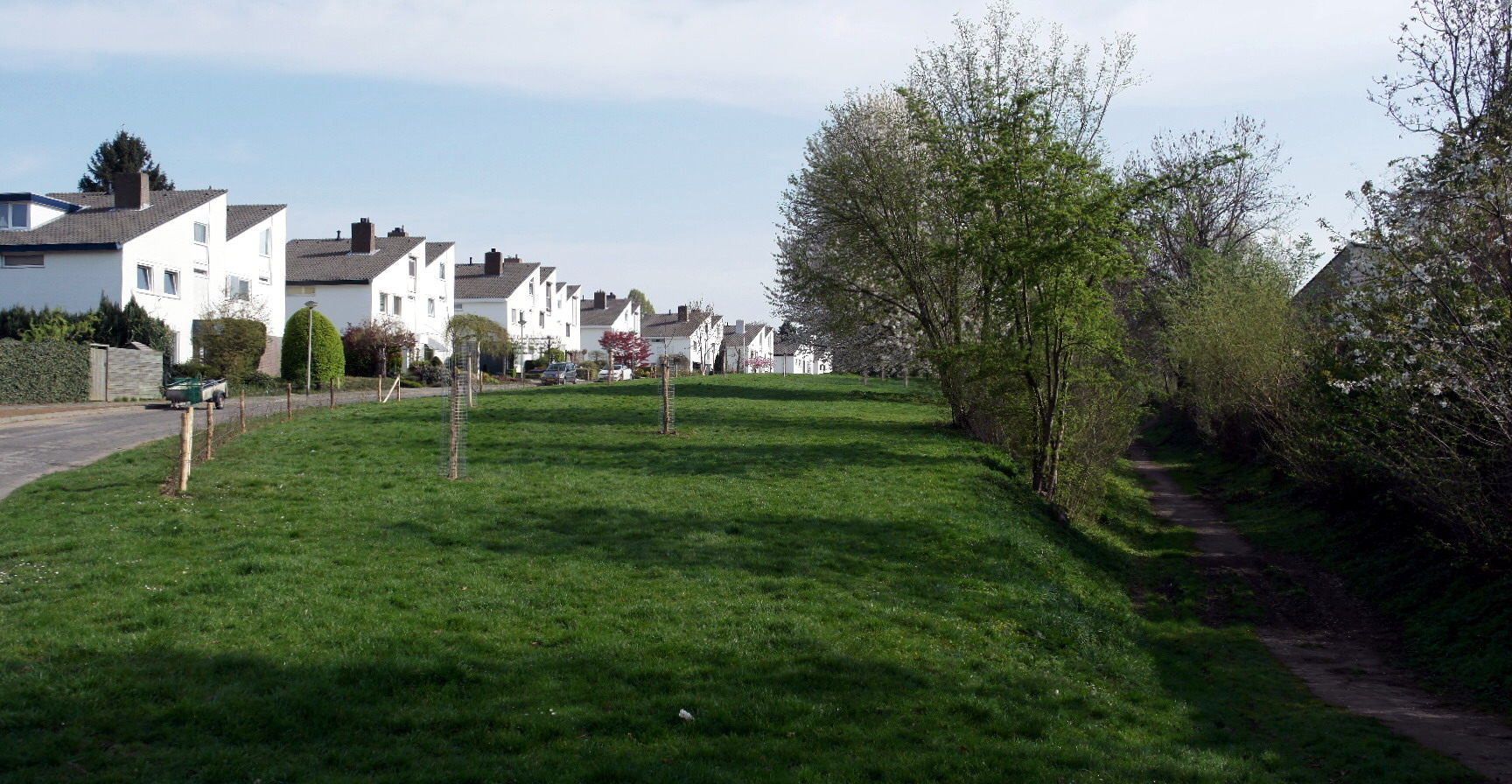
Ancien chemin creux.
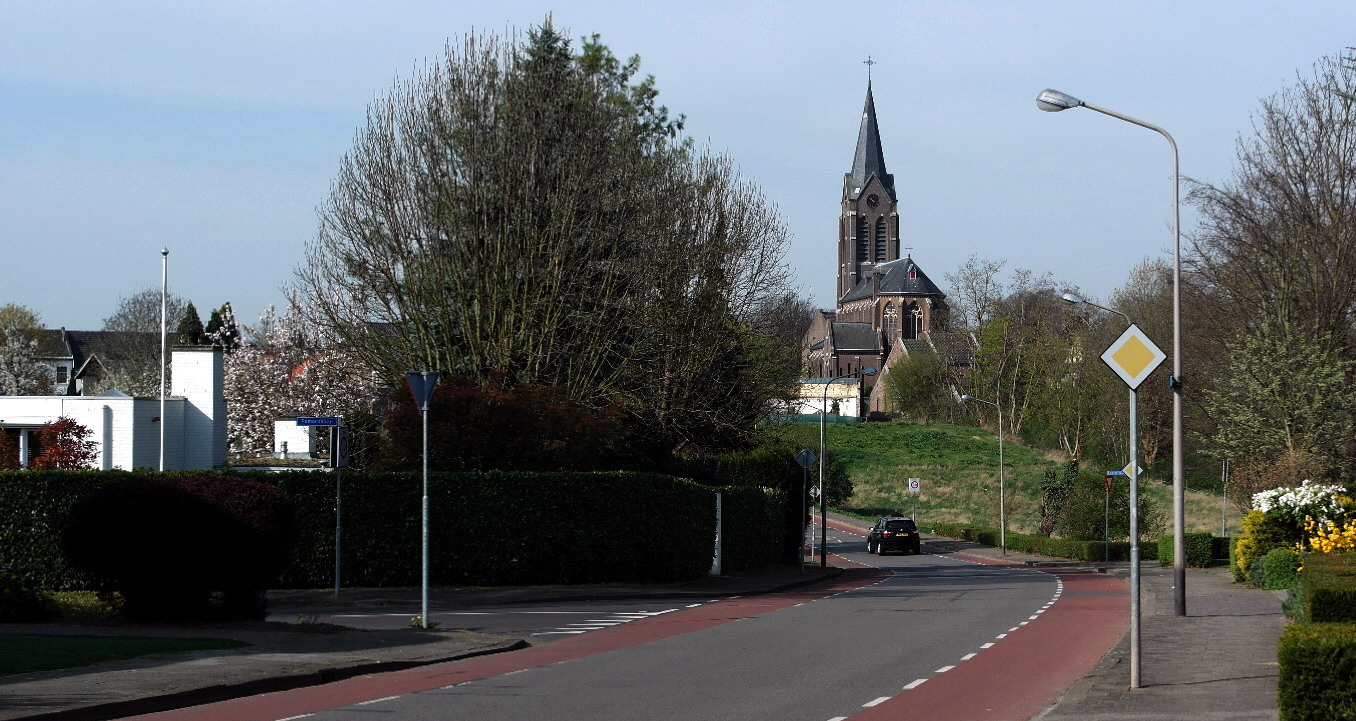
La Médoclaan et l'église de Wolder.

### Services
La maison de repos Campagne est situé à la périphérie du quartier.

## Sources
- (nl) Cet article est partiellement ou en totalité issu de l’article de Wikipédia en néerlandais intitulé « Campagne (Maastricht) » (voir la liste des auteurs).

## Compléments